# نابنط بورنيوني
نابنط بورنيوني (الاسم العلمي:Nepenthes borneensis) هو نوع غير مؤكد من النباتات يتبع جنس النابنط من الفصيلة النابنطية.